# كامايوري
كامايوري، (بالإنجليزية: Camaiore)‏، هي مدينة و(بلدية) يقطن بها 32513 نسمة، وتقع داخل مقاطعة لوكا، توسكانا، وسط غرب إيطاليا. تمتد من جبال الألب إلى الشرق، إلى السهول وساحل فيرسيليا من الغرب.

## السكان
في سنة 1861 بلغ عدد السكان 16٬250 نسمة، وتطور العدد ليصل في سنة 2011 لـ 32٬083 نسمة.
يظهر هذا المخطط البياني تطور النمو السكاني لـ كامايوري

## توأمة
لكامايوري اتفاقيات توأمة مع كل من:
- كاربينتراس
- Überherrn [الإنجليزية]‏
- L'Hôpital, Moselle [الإنجليزية]‏
- روفينج
- كاستل دي كاسيو

## أعلام
- ألدو أوليفييري
- زيتا من بوربون بارما
- نيكولا لاريني
- إيمانويل بيانكي
- مرتشي